# Senecio scaberulus
Senecio scaberulus là một loài thực vật có hoa trong họ Cúc. Loài này được (Hook.f.) D.G.Drury miêu tả khoa học đầu tiên năm 1974.